# Polistes mexicanus
Polistes mexicanus är en getingart som beskrevs av Joseph Charles Bequaert 1940.
Polistes mexicanus ingår i släktet pappersgetingar och familjen getingar. Inga underarter finns listade i Catalogue of Life.